# Issaka Daboré
Issaka Daboré (* 1940 in Dingazi Banda; † 25. Dezember 2021 in Niamey) war ein nigrischer Boxer. Er war der erste Sportler seines Landes, der an Olympischen Spielen teilnahm, und war der erste nigrische Medaillengewinner.

## Leben
Issaka Daboré begann seine Boxkarriere im April 1958. Seine erste Bronzemedaille gewann er 1961 bei Freundschaftsspielen der Frankophonie in Abidjan, seine erste Goldmedaille 1963 in Dakar. Im selben Jahr heiratete er. Eines seiner Kinder ist der Boxer Boubacar Issaka Daboré.
Daboré nahm 1964 – neun Monate nach der Aufnahme des Comité National Olympique et Sportif Nigérien in das Internationale Olympische Komitee – in Tokio als Ein-Mann-Team an den Olympischen Sommerspielen teil. Bei der olympischen Premiere seines Landes drang er im Weltergewicht durch K.-o.-Siege gegen Tshun-Fu Hong aus dem Chinesischen Taipeh und Hans-Erik Pedersen aus Dänemark gleich bis in das Viertelfinale vor, unterlag dort aber dem Finnen Pertti Purhonen knapp mit 2:3 Richterstimmen. Vier Jahre später bei den Olympischen Sommerspielen in Mexiko-Stadt gewann er im Halbweltergewicht gegen José Isaac Marín aus Costa Rica 5:0, verlor jedoch im Achtelfinale gegen Jewgeni Frolow aus der Sowjetunion 1:4.
Der größte Erfolg seiner Karriere gelang Daboré bei den Olympischen Sommerspielen 1972 in München, wo er im Halbweltergewicht erst im Halbfinale dem Bulgaren Angel Angelow 0:5 unterlag und mit der Bronzemedaille die erste und bis 2016 einzige olympische Medaille für sein Land gewann. Zuvor hatte er Odartey Lawson aus Ghana (K. o.), Tai Shik Park aus Südkorea (K. o.) und Kyoji Shinohara aus Japan (3:2) geschlagen.
Er beendete seine Karriere 1973. Der damalige nigrische Staatspräsident Hamani Diori schenkte ihm ein Haus in der Hauptstadt Niamey, in dem er seitdem mit seiner Familie lebte.
Issaka Daboré starb 2021 in Niamey.